# Darány
Darány je obec v jižním Maďarsku, v župě Somogy. Obec se nachází nedaleko hranic s Chorvatskem.
Rozkládá se na ploše 28,10 km² a v roce 2024 zde žilo 796 obyvatel.